# Pointe de Bellevue
Der Pointe de Bellevue ist ein Berg in der Region Chablais im Kanton Wallis in der Schweiz. Er liegt zwischen dem Val de Morgins und dem Rhonetal bei Monthey. Wie der Name verrät, bietet der Pointe de Bellevue eine hervorragende Aussicht, besonders auf die gegenüberliegende Dents du Midi.
Den Pointe de Bellevue erreicht man vom Val de Morgins über eine schmale Strasse auf den Pass Portes de Culet. Vom dortigen Parkplatz führen Wanderwege auf den Gipfel.